# Altea la Vieja
Altea la Vieja (en valenciano Altea la Vella) es una pedanía de Altea, municipio de la provincia de Alicante (España). Cuenta con 583 habitantes.(INE 2012). Este lugar de la Marina Baja situado entre el mar y la montaña fue origen de la actual Altea. Destacan las casas blancas.
Se encuentra situada 3,5 km al norte del núcleo urbano de Altea, 3 km al sur de la Sierra de Bernia, a 2 km al oeste del mar Mediterráneo y a 9 km de Callosa de Ensarriá. 
La patrona del pueblo es Santa Ana (celebrada el 26 de julio), y a lo largo del año también se celebran las fiestas del Cristo de la Salud (26 de febrero), las fiestas de Santa Bárbara (4 de diciembre) y las fiestas de la Purísima Concepción (8 de diciembre).

## Patrimonio cultural
Destaca su necrópolis ibérica, próxima al Camí de Garroferet, conocida ya a comienzos del siglo XX por el investigador Francesc Martínez. Fue decladada Bien Inmueble de Relevancia Local. En 1972 se halló una estela funeraria de un guerrero de los siglos VI-V a. C. La pieza se exhibe en la biblioteca de Altea.